# Péninsule de Kinbourn
Ne doit pas être confondu avec Flèche de Kinbourn.
Pour les articles homonymes, voir Kinbourn.
La péninsule de Kinbourn, ukrainien : Кінбурнський півострів, Kinbournski pivostriv, russe : Кинбурнский полуостров, Kinbournski polouostrov ; turc : Kınburun, soit « pointe à fourrage », est une péninsule d'Ukraine sur la mer Noire, qu'elle sépare du golfe Borysthénique.

## Géographie
La péninsule est située dans le sud de l'Ukraine, sur la mer Noire. Elle s'avance vers l'ouest, entre le golfe Borysthénique au nord et les baies de Yagorlytsk et le Tendra au sud. Son extrémité occidentale est formée de la flèche de Kinbourn.
Les villages suivants sont situés sur la péninsule :
- oblast de Mykolaïv :
  - Pokrovka,
  - Pokrovske,
  - Vasylivka ;
- oblast de Kherson :
  - Heroiske.

## Histoire
La péninsule était, au milieu du XVe siècle, fréquentée par les pêcheurs pontiques, chrétiens et des éleveurs de chevaux nogaïs, tengristes, qui étaient vassaux du khan de Crimée musulman. Aux XVIIIe et XIXe siècle, elle était gardée par une forteresse surveillant l'embouchure du Dniepr, et qui fut le site de quatre batailles :
- celle de 1787, remportée par le général russe Alexandre Souvorov sur les Ottomans, qui venaient de céder la région à la Russie ;
- celle du 17 octobre 1855, lors de la guerre de Crimée : la vieille forteresse est alors détruite, mais un nouveau fort est construit à sa place ;
- celle du 1er décembre 1943, lors de la Seconde Guerre mondiale, lorsque l'Armée rouge accule ici et anéantit des éléments de la Wehrmacht[2] ;
- celle du 12 novembre 2022, lorsque les troupes ukrainiennes tentent de chasser l'armée russe la péninsule à la suite de la seconde bataille de Kherson[3].

## Sources
1. ↑  « Ḳi̇lburun », sur referenceworks.brillonline.com, 24 avril 2012
2. ↑  Black Sea islands of Mykolaiv Oblast archived from www.library.vn.ua
3. ↑  Philippe Chapleau, « Guerre en Ukraine : après Kherson, les forces de Kiev lorgnent la stratégique péninsule de Kinbourn », sur Ouest-France.fr, 14 novembre 2022 (consulté le 14 novembre 2022).